# Plumbon (Tawangmangu)
Plumbon is een bestuurslaag in het regentschap Karanganyar van de provincie Midden-Java, Indonesië. Plumbon telt 4383 inwoners (volkstelling 2010).